# Welwyn Hatfield
Welwyn Hatfield es un distrito no metropolitano con estatus de municipio del condado de Hertfordshire (Inglaterra). Tiene una población estimada, a mediados de 2021, de 119 538 habitantes.
Fue constituido el 1 de abril de 1974 bajo la Ley de Gobierno Local de 1972 como una fusión del distrito urbano de Welwyn Garden City y de los distritos rurales de Hatfield y Welwyn.

## Geografía
Según la Oficina Nacional de Estadística británica, Welwyn Hatfield tiene una superficie de 129.55 km².

## Demografía
Según el censo de 2021, en ese momento el 24.2% de los habitantes eran menores de 20 años, el 68.0% tenían entre 20 y 74 años, y el 7.7% eran mayores de 74 años. La edad media era de 37 años. 
El 78.7% de los habitantes eran blancos, el 8.8% eran asiáticos, el 6.1% eran afrodescendientes, el 4.1% eran de una mezcla de grupos étnicos y el 2.3% eran de otros grupos étnicos.
El 84.0% de los habitantes eran británicos, el 13.2% eran extranjeros y el 2.7% tenían doble nacionalidad.
El 47.2% de los habitantes eran cristianos, el 3.3% eran musulmanes, el 3.2% eran hinduistas, el 0.9% eran judíos, el 0.7% eran budistas, el 0.4% eran sijistas y el 0.7% tenían alguna otra religión. El 37.0% no profesaban ninguna religión y el 6.7% no marcaron ninguna opción en el censo.
El 40.9% de los habitantes eran solteros, el 43.6% eran casados o estaban en unión civil registrada, el 2.1% eran separados, el 8.0% eran divorciados y el 5.4% eran viudos.
El 27.9% de los hogares estaban habitados por una sola persona, el 15.0% eran parejas sin hijos, el 21.8% eran parejas con hijos dependientes, el 6.9% eran parejas con hijos no dependientes, el 10.9% estaban encabezados por padres solteros y el 17.4% eran otros tipos de hogares.